# Der Klosterjäger (Roman)
Der Klosterjäger ist ein historischer Roman von Ludwig Ganghofer, der zur Zeit Ludwigs des Bayern (1282–1347) im Berchtesgadener Land spielt. Erstmals erschien das Werk im Jahre 1892  in Adolf Bonz Verlag in Stuttgart. 

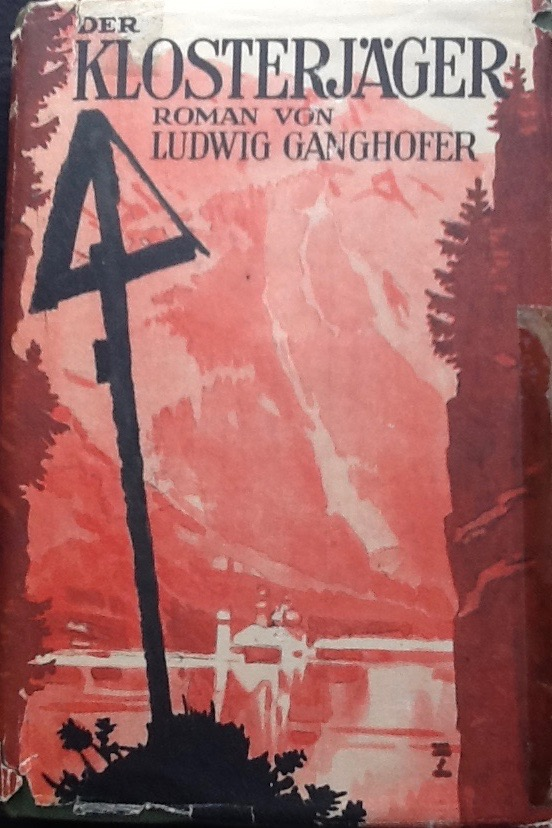
Ausgabe Th. Knaur Verlag Berlin, ca. 1930

## Einführung
Von der Watzmannsage beeindruckt, entschloss sich Ludwig Ganghofer, der sich häufig in Berchtesgadener Land aufhielt die Geschichte dieses Landes romanhaft – in losen Folgen – zu erfassen. Von den ursprünglich neun geplanten Werken wurden nur sieben Realität. In den einzelnen Folgen, die eine Zeitspanne vom 12. bis ins 18. Jahrhundert umfasst, sollten Menschen dieser Region im Spannungsfeld mit der weltlichen und klerikalen Macht dargestellt werden. Im Einzelnen handelt es sich um folgende Folgen:
- Die Martinsklause (12. Jahrhundert, 1102 – 1105), Erscheinungsjahr 1894
- Das Gotteslehen (13. Jahrhundert, 1238 – 1239), Erscheinungsjahr 1899
- Der Klosterjäger (14. Jahrhundert, 1338), Erscheinungsjahr 1893
- Der Ochsenkrieg (15. Jahrhundert, 1421 – 1422), Erscheinungsjahr 1914
- Das neue Wesen (16. Jahrhundert, 1524 – 1525), Erscheinungsjahr 1902
- Der Mann im Salz (17. Jahrhundert, 1618), Erscheinungsjahr 1906
- Das große Jagen (18. Jahrhundert, 1733), Erscheinungsjahr 1918

## Inhalt
Der Klosterjäger ist der dritte Roman in der Folge von Ganghofers historischen Romanen. Der Roman ist eine 'bilderbuchartige' Schilderung der Lebensumstände von Arm und Reich im und um das Kloster Berchtesgaden im 14. Jahrhundert. Im Mittelpunkt steht der dem Kirchenfürsten Heinrich von Inzing dienende Jäger Haymo. Dieser hat im ausgehenden Winter seinem Herrn den Verlust zweier Steinböcke zu melden. Auf dem Heimweg begegnet er einem Mädchen, das Schneerosen für den Karfreitag gepflückt hat. Nach einer kurzen Unterhaltung verbringt Gittli (=Brigitte) die Nacht in einer leerstehenden Sennhütte im Heu. 
In seiner Unterkunft findet der Jäger den beleibten Klostergärtner Frater Severin und den Laufbuben Walti vor und wird zur Karfreitagsmesse im Kloster eingeladen. Von Walti erfährt Haymo, dass das Mädchen die Schwester des Sudmanns Wolfrat Polzer im Dorf ist. Am nächsten Tag auf seinem Weg zum Kloster beobachtet er, wie Gittli einem Mönch begegnet, der bei ihrem Anblick heftig erschrickt und sie nach ihrer Herkunft fragt. Verstört läuft das Mädchen davon, um einigen Knechten in die Arme zu laufen, die sie küssen möchten. Haymo befreit sie aus dieser Situation. Im Kloster hört er die Messe, beichtet und empfängt das Abendmahl. Frater Severin lobt den Mönch, dem Gittli begegnet ist, als hervorragenden Fischmeister und erinnert sich, ihn vor zwanzig Jahren im Gefolge Kaiser Ludwigs gesehen zu haben. Damals hieß er Dietwald, Burggraf zu Falkenberg, ist jetzt aber Pater Desertus, der alleine in einer Klause am Königssee haust. 
Ein Laufbube ruft Haymo zum Klostervogt Schluttemann, der wegen seiner ständig schlechten Laune gefürchtet ist. Seine Frau Cäcilia macht ihm das Leben zur Hölle, sodass er täglich stundenlang im Kellerstübl seinen Kummer ertränken muss. In der Wartestube trifft der Jäger Gittli mit ihren Schneerosen und sorgt dafür, dass sie wegen ihrer kranken Schwägerin und Nichte gleich vorgelassen wird. Zögernd gesteht das Mädchen, dass ihr Bruder die Pacht für sein Lehen nicht zahlen kann. Schluttemann droht damit, ihn von dort zu verjagen und schickt Haymo zu Propst Heinrich, der zwar den Verlust der Steinböcke tadelt, aber auf seine Rechtfertigung hört und ihn zum Ostertanz einlädt. Heimwärts trifft er Gittlis Nachbarin Zenza, die sich mit ihm zum Tanz verabreden möchte, doch missversteht er sie und denkt an Gittli als Tanzpartnerin.
Inzwischen ist diese zuhause bei ihrer Schwägerin Sepha und den beiden Kindern angekommen, dem lebhaften fünfjährigen Lippele und dem kranken dreijährigen Mariele. Sie behauptet, Wolfrat hätte die acht Schillinge beisammen, um die Frau zu beruhigen. Doch ihrem Bruder muss sie es beichten und sagt, der reiche Eggebauer, Zenzas Vater, möchte ihn sprechen. Dieser stellt ihm zehn Schillinge in Aussicht, wenn er ihm den hölzernen Christus auf seine Alm trägt und ihn ans Kreuz schlägt und außerdem das Herzkreuzl von einem Steinbock für seine Frau bringt. Nebenbei erwähnt er, dass er ein Kind kennt, dem die Schweißbluh geholfen hätte. Dies gibt den Ausschlag und der Sudmann sagt seiner Frau, der Eggebauer hätte ihm das Geld geliehen.
Am Ostersonntag wandert Haymo am Christuskreuz vorbei talwärts und freut sich auf den Tanz. Plötzlich sieht er einen niederstürzenden Steinbock und einen Mann mit schwarz berußtem Gesicht, der ihn wegschleift. Der Jäger schleicht ihm nach, schleudert die Waffe des Raubschützen weg und geht mit gespannter Armbrust hinter ihm her. Beim Kreuz bittet der Wilderer, ein Vaterunser beten zu dürfen, reißt jedoch das Weidmesser aus Haymos Gürtel und stößt es ihm in die Schulter, worauf der Jäger ohnmächtig niederfällt.
Während Wolfrat auf dem Berg war, ist seine kleine Tochter gestorben. Er bringt dem Eggebauern das Herz, empfängt seinen Lohn und deutet dabei an, was er getan hat. Seiner Frau beichtet er die Tat, doch Gittli hört es und verlässt gegen seinen Willen aufgestört das Haus, nicht ohne vorher zu versprechen, niemandem etwas zu sagen. Sie hastet bergaufwärts, doch am Kreuz ist niemand zu sehen. Haymo liegt jedoch ein Stück weiter in seinem Blut. Das Mädchen reibt ihn mit Schnee ein und flößt ihm zwei Tropfen einer Nieswurz ein. Mit letzter Kraft geleitet sie ihn zu seiner Hütte, kocht eine Suppe, bereitet eine Salbe und verbindet die Wunde, worauf er erwacht. Sie füttert ihn mit der Suppe und bewacht danach seinen Genesungsschlaf.
Zenza hat beim Ostertanz auf Haymo gewartet, der jedoch nicht gekommen ist. Enttäuscht lässt sie den Bildschnitzer Ulei (=Ulrich), der sie liebt, stehen und tanzt mit dem naiven, unansehnlichen „Kropfenjörgi“. Wolfrat beerdigt sein Kind und begibt sich in die Vogtei, um die Pacht zu entrichten. Schluttemann entgegnet, das Geld sei ihm für dieses Jahr erlassen worden. Nun erkennt Polzer, dass seine Tat umsonst war, umso mehr, als der Eggebauer ihm sagt, seiner Frau das Herzkreuzl nicht gegeben zu haben. Auch Sepha nimmt die Schweißbluh nicht an.
Um den Auerhahn zu jagen, ziehen Herr Heinrich, der Vogt, Frater Severin, Walti und einige Knechte auf die Pirsch. Unterwegs besucht der Propst Pater Desertus in seiner Klause und unterhält sich mit ihm über frühere Zeiten. Es stellt sich heraus, dass Graf Dietwald damals dem Kaiser geholfen hat, den Sieg bei Ampfing zu erringen. Am selben Tag jedoch wurde seine Burg gebrandschatzt und die Besatzung erschlagen; seine Frau Judita mit den beiden Kindern kam im Feuer um. Daraufhin wurde er Mönch und vermachte seine Ländereien der Kirche. Da der Kaiser mit dem Papst in Avignon verhandeln will, soll Pater Desertus als Unterhändler mitreisen; auch, um vielleicht seines Kummers Herr zu werden. Gegen Abend hört die Jagdgesellschaft, der sich Dietwald angeschlossen hat, einen angstvollen Ruf; es ist Gittli, die ihnen alles erzählt, freilich ohne ihren Bruder zu erwähnen. In der Hütte legt der Propst Haymo einen frischen Verband an, während der Pater mit träumenden Augen an dem Mädchen hängt. Am Morgen bringt Gittli dem Jäger sein Frühstück und bittet ihn auszusagen, dass die Tat nicht am Kreuz geschehen sei. Der Vogt sucht nach Anhaltspunkten, doch hat der Regen alle Spuren ausgelöscht. Wegen eines angeschossenen Luchses kommen Knechte mit den Hunden Weckauf und Hel sowie einem Bündel Kleidung für Gittli von Wolfrat. Herr Heinrich erlegt die Wildkatze, schickt sie als Braten ins Kloster und behält nur Hel bei sich. Der Vogt hat inzwischen den Steinbock gefunden und bringt dem Propst seinen Kopf; nur das Herz hätte gefehlt. Walti entdeckt außerdem Blutflecken am Kreuz. Schluttemann hat nun einen begründeten Verdacht, denn er hatte ja sowohl mit Polzer als auch mit dem Eggebauern gesprochen. Er schickt Knechte ins Tag, um Wolfrat festzunehmen. Herr Heinrich ahnt gleichfalls die Wahrheit und befragt Haymo noch einmal, doch dieser leugnet wieder, dass er am Kreuz niedergestochen wurde. Inzwischen hat Gittli in einem kleinen Teich gebadet und ihr frisches Gewand angelegt. Auf dem Rückweg begegnet sie dem Chorherren, der sie mit „Judita“ anruft und sie umarmt, denn sie ähnelt ganz seiner toten Frau. Erschrocken flieht Gittli und der Propst schickt Pater Desertus ins Dorf zurück. Er fragt das Mädchen über seine Herkunft aus und stößt auf einige Merkwürdigkeiten. So gibt es an, am Tag nach dem Fall der Burg Falkenberg geboren worden zu sein.
Im Dorf holen Fronknechte den Sudmann ab, binden ihm die Hände und führen ihn hinauf zur Kreuzhöhe. Gittli bemerkt es und bittet den Jäger, ihren Bruder nicht anzuzeigen. Wolfrat wird vom Propst verhört, leugnet aber alles ab und wird auch von Haymo entlastet. Doch als die Gruppe absteigt, befiehlt Herr Heinrich dem Sudmann, einen Zuber mit Wasser zu füllen und die Blutflecken vom Kreuz wegzuwaschen. Während der Arbeit gesteht dieser die Tat, doch der Propst als sein Beichtvater sichert ihm Stillschweigen zu und überlässt ihm das weitere Vorgehen. Als Wolfrat fertig ist, beschließt er, sich beim Vogt als Täter anzuzeigen. Am See steigen Haymo, Herr Heinrich, Wolfrat und der Hund in einen Einbaum. Plötzlich springt Hel ins Wasser, da sie einen Bären gewittert hat. Am Ufer fällt sie ihn an, doch der Bär schlägt sie mit einem Tatzenhieb tot. Haymo sticht mit einem Messer auf ihn ein. Als das Raubtier auf ihn losgeht, umfasst der Sudmann das Tier mit bloßen Händen, aber dieses schlägt seine Krallen in seine Schulter und beißt um sich, bis Pater Desertus den Bären tötet. Wolfrat ist schwer verwundet und lallt mit versiegender Stimme, dass Gittli nicht seine Schwester sei, sondern ein Herrenkind, das er aus einem Feuer gerettet hat. Herr Heinrich vermutet aufgrund dieser Aussage, dass Gittli Dietwalds Tochter sein könnte. Er vertraut einem Pater den Todwunden an, der aber zweifelt, ihn am Leben erhalten zu können. Herr Heinrich will Gittli zu den Domfrauen nach Salzburg schicken, um ihr zu ihrem Recht und Stand zu verhelfen. Es soll wie eine Laune von ihm aussehen; außerdem will er sie von Haymo entfernen, den sie liebt, ohne es noch zu wissen. Nun muss er Sepha von dem Unglück berichten, die mit ihrem Sohn in ein Kloster zur Heilung gebracht wird.
Vogt Schluttemann setzt ein Schreiben auf, um seine Frau zu bestrafen; sie soll eine Stunde mit einem Pagstein durch die Gassen geführt werden. Doch diese wirft ihm das Pergament an den Kopf. Gittli muss neue vornehme Kleider anziehen, findet aber noch Zeit, sich heimlich von Haymo zu verabschieden und wird dann nach Salzburg geschickt. Am nächsten Morgen bemerkt der Propst im Garten Frater Severin, der Nieswurzen ausreißt, da sie hier im Tal nicht gedeihen. Eine Schneerose ließe sich halt nicht verpflanzen, sagt er dabei. Das macht Herrn Heinrich nachdenklich. Er besucht den Eggebauern und trägt ihm auf, für das Leben des Polzer zu sorgen und das Haus von Grund auf zu renovieren. Der Mann hat ein schlechtes Gewissen und bietet an, noch einen Stall anzubauen und eine Kuh ins Nachbargrundstück zu stellen, worauf der Propst eine zweite dazugibt.
Zenza geht als Sennerin mit den Milchkühen auf die Hochalmen; als Hüter hat ihr Vater den Kropfenjörgi gedingt, da er keinen Lohn verlangt hat. Als Haymo sich weigert, bei ihr einzukehren, ist Zenza tief gekränkt. Das fällt dem Hüter auf und Zenza erklärt, dass der Jäger ihr einen Schimpf angetan hat, worauf Jörgi beschließt, ihn umzubringen. Er versperrt die Hüttentür mit großen Steinen und zündet das Haus an. Haymo, der dazukommt, löscht das Feuer, überwältigt den Hüter und liefert ihn Zenza aus. Sie beteuert, nichts davon gewusst zu haben und jagt Jörgi fort, doch er lässt sich nicht vertreiben. Haymo gesteht der Sennerin seine Liebe zu Gittli und dass er so unglücklich ist, dass er sterben möchte. Zenza beschließt daraufhin nach Salzburg zu wandern und Gittli zurückzuholen, was ihr auch gelingt. Inzwischen hat Herr Schluttemann seine Frau lautstark zurechtgewiesen, ja angebrüllt, worauf sie sich geschlagen gibt und der Vogt die Leute nun gut und freundlich behandelt. Pater Desertus kehrt von seiner Mission zurück und darf gleich mit dem zwar noch nicht ganz genesenen, aber ansprechbaren Wolfrat reden. Er erfährt, dass dieser nach der Ampfinger Schlacht mit vielen anderen in einer Taverne von einem gewissen Klees angestachelt wurde, einen reichen Herrensitz auszurauben und zu brandschatzen. Genau diesen Klees aber hatte Graf Dietwald damals wegen Diebstahls fortgejagt. Während des Tumults entdeckte Polzer eine junge Frau mit zwei Kindern, die mit den brennenden Balken in die Tiefe fiel. Das Wickelkind hing an einem Balken, der Söldner packte es und ritt damit zu seinen Eltern, denen er jedoch nicht sagte, wie er dazu gekommen war. Schließlich erinnert er sich noch an das Wappen der Burg: ein weißer Falk im blauen Feld und verliert entkräftet die Sinne. Desertus ist nun sicher, dass das Mädchen seine Tochter ist. Gleich danach kommt eine Botschaft aus Salzburg, dass Gittli davongelaufen sei. Da Herr Heinrich sie bei Haymo vermutet, steigen er und sein Freund auf den Berg. Zenza und Gittli sind beim Jäger angekommen, doch läuft die Bauerntochter weg, weil sie das Glück der beiden nicht ertragen kann. Sie wird von Jörgi gesucht. Als er sie gefunden hat, stößt sie ihn weg, stürzt aber zusammen mit ihm in den reißenden Wildbach und ertrinkt. Der Holzbildhauer Ulei entdeckt ihre Leiche im See und schnitzt ihren Kopf, während sein Vater den Eggebauern holt. Der Propst und Dietwald finden das junge Paar in der Jägerhütte. Gerade wollten die beiden nach Zenza Ausschau halten, da die Kühe wegen ihrer vollen Euter brüllen. Sie bekennen den beiden Geistlichen ihre Liebe, werden jedoch getrennt. Haymo tritt seinen Hegerdienst an und als er zurückkommt, muss er im Heuboden des Herrenhauses übernachten, da Gittli in seiner Hütte schläft. Am Morgen gelingt ihnen ein Kuss, den die Herren beobachten und beschließen, am Glück dieser beiden zu arbeiten.
Nach fünf Monaten ist Wolfrat wieder genesen, sein Arm ist allerdings lahm. Er kehrt ins Dorf zurück und kommt an seinem Lehen vorbei, das gründlich ausgebessert wurde und Stall und Scheune bekommen hat; zwei Kühe grasen im Garten. Er folgert darauf, dass ein anderer eingezogen ist und besucht seine Frau, die schwanger ist. Er hält sich aber nicht lange auf, sondern geht zum Vogt, um seine Tat zu gestehen. Dieser glaubt ihm jedoch nicht und steckt ihn wegen seiner vermeintlichen Falschaussage in den Block. Polzer nimmt die Strafe gerne auf sich. Am Abend wird er von Herrn Heinrich befreit und mit freundlichen Worten nach Hause geschickt. Er darf weiter im Sudhaus arbeiten, aber wegen seines lahmen Armes als Aufseher, was ihm auch mehr Lohn einbringt. Daheim findet er Frau und Sohn, und es beginnt ein neues Leben voller Zuversicht für sie. Am nächsten Tag geht Haymo ins Tal und trifft den Propst an einem neuen schönen Anwesen. Dort kommt Gittli mit Pater Desertus aus der Türe, läuft freudestrahlend auf ihn zu und zeigt ihm das Haus, in dem sie wohnen werden. Der Bildschnitzer Ulei bringt für die Mauernische über der Tür eine Madonna, die Zenza ähnlich sieht. Haymo wird zum Wildmeister bestellt. Am Tag vor ihrer Hochzeit erfährt Gittli, dass Pater Desertus ihr wirklicher Vater ist; er vollzieht auch die Trauung. Dabei fehlen nur die Polzers, denn Sepha hat ein Mädchen geboren, das wieder Mariele heißen soll.

## Verfilmungen
Der Klosterjäger wurde dreimal verfilmt:
- 1920: Der Klosterjäger (1920)
- 1935: Der Klosterjäger (1935)
- 1953: Der Klosterjäger (1953)

## Zitate
„Nützen und zum Guten helfen kann einer auch mit halben Armen. Wenn nur ein ganzes Herz dabei ist!“ (Herr Heinrich zu Wolfrat, 29. Kapitel)

## Sonstiges
Die österreichische Showband Die Klosterjäger benannte sich nach Ganghofers Roman.
Siehe auch Artikel:
- Königliches Schloss Berchtesgaden
- Liste der Fürstpröpste von Berchtesgaden

## Neuausgaben
- Ludwig Ganghofer: Der Klosterjäger. Roman. Knaur (= Knaur-Taschenbücher. Band 202).